# 联合劳军组织
联合服劳军组织公司（United Service Organizations Inc.；USO ) 是一家美国非营利公司，为美国军队成员及其家人提供娱乐表演。成立以来，它一直与美國戰爭部、美国国防部等政府部门合作，但本身不是政府机构。它曾于1947年解散，但在1950年朝鲜战争中恢复营业。
它以其现场表演闻名，目的是提高军人士气。好莱坞一直热衷于通过该组织表达自己的爱国主义精神，许多好莱坞艺人曾在为组织无偿表演。2011年，联合服劳军组织获国家艺术奖章。